# Leon Czolgosz
Leon Czolgosz (pron. ˈtʂɔlgɔʂ; Alpena, 5 maggio 1873 – Auburn, 29 ottobre 1901) è stato un anarchico statunitense, noto per essere stato ideatore ed esecutore dell'assassinio del 25º presidente degli Stati Uniti William McKinley.

## Biografia

### Primi anni
Leon Czolgosz nacque ad Alpena, Michigan, il 5 maggio 1873. Era uno degli otto figli nati nella famiglia polacco-americana di Paul Czolgosz e sua moglie Mary Nowak. I suoi tre fratelli maggiori, Warren, Frank e Joseph, nacquero in Polonia, mentre Louis nacque nel Michigan. Gli antenati di Czolgosz probabilmente provenivano dall'attuale Bielorussia. Suo padre sarebbe emigrato negli Stati Uniti d'America nel 1860 da Astravec, vicino a Vilnius. Quando arrivò negli Stati Uniti, disse di essere di etnia ungherese e cambiò l'ortografia del suo cognome da Zholhus (Żołguś) a Czolgosz.
La famiglia Czolgosz si trasferì a Detroit quando Leon aveva cinque anni. Quando aveva dieci anni, mentre viveva a Posen, Michigan, la madre di Czolgosz morì sei settimane dopo aver dato alla luce sua sorella, Victoria. Nella sua adolescenza, lavorò in una fabbrica di vetro a Natrona, Pennsylvania. All'età di diciassette anni trovò lavoro presso la Cleveland Rolling Mill Company.
Dopo il crollo economico del 1893, quando la fabbrica chiuse per qualche tempo e cercò di ridurre i salari, i lavoratori scioperarono. Con grandi disordini economici e sociali intorno a lui, Czolgosz non trovò conforto nella Chiesa cattolica e in altre istituzioni di immigrati, e cercò altri che condividessero le sue preoccupazioni riguardo all'ingiustizia sociale. Entrò a far parte di un club socialista moderato, la Golden Eagle Society, e poi di un gruppo socialista più radicale conosciuto come il Sila Club, dove si interessò all'anarchismo.

### Interesse per l'anarchismo

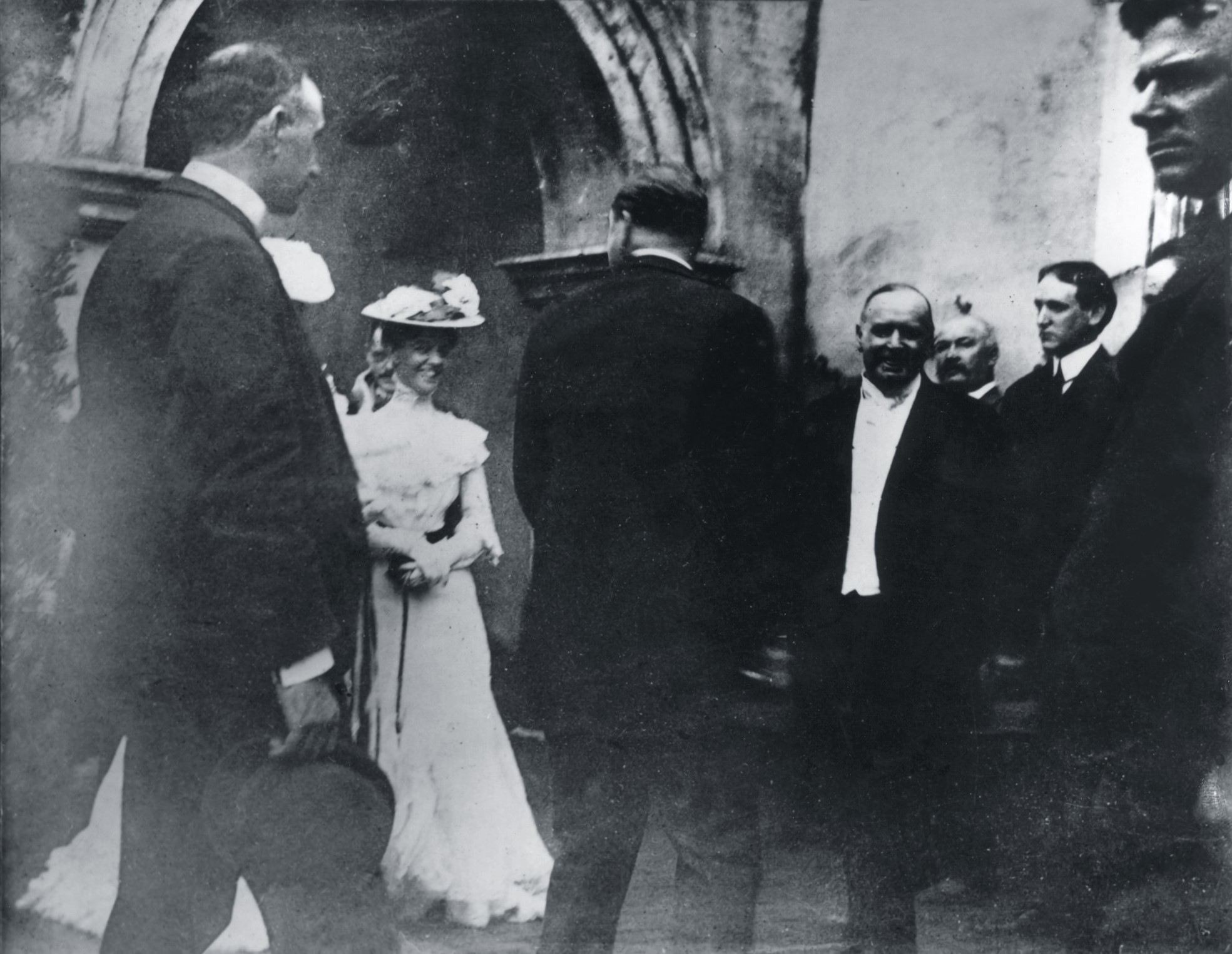
Il presidente William McKinley saluta i sostenitori a un ricevimento al tempio della musica pochi minuti prima che gli sparassero il 6 settembre 1901.

Nel 1898, dopo aver assistito a una serie di scioperi, molti dei quali finivano nella violenza, e forse affetto da una malattia respiratoria, Czolgosz andò a vivere con suo padre che l'anno prima aveva comprato un podere di 55 ettari a Warrensville, Ohio. Fece poco per assisterlo nella gestione della fattoria ed era costantemente in contrasto con la sua matrigna e con la fede cattolica della sua famiglia. In seguito venne raccontato che durante tutta la sua vita non aveva mai mostrato grande interesse per l'amicizia o le relazioni sentimentali e che era stato vittima di bullismo durante la sua infanzia da parte dei pari.
Conduceva una vita solitaria. Rimase colpito dopo aver ascoltato un discorso della politica radicale Emma Goldman, che incontrò per la prima volta durante una delle sue lezioni a Cleveland nel maggio del 1901. Dopo la conferenza, Czolgosz si avvicinò alla piattaforma dei relatori e chiese di leggere le sue raccomandazioni. Nel pomeriggio del 12 luglio 1901, visitò la casa di Abraham Isaak, editore del giornale Free Society, a Chicago e si presentò come Fred Nieman ("Nieman" significa nessuno in tedesco), ma Emma Goldman stava andando alla stazione ferroviaria. Ebbe solo il tempo di spiegarle la sua delusione per i socialisti di Cleveland. La politica lo presentò ai suoi amici anarchici che erano alla stazione ferroviaria. In seguito scrisse un pezzo in difesa di Czolgosz.
Nelle settimane che seguirono, il suo imbarazzo per la vita sociale, la sua evasività e le sue schiette inchieste sulle società segrete intorno a Isaak e a un altro anarchico, Emil Schilling, fecero sì che il 1º settembre il giornale radicale Free Society emettesse un avvertimento relativo a Czolgosz. In esso si leggeva:

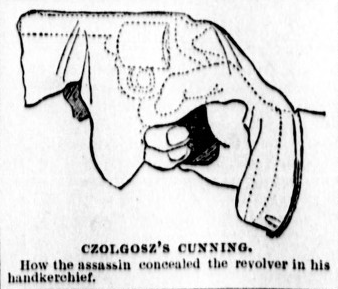
Illustrazione di come Czolgosz nascose la pistola sul Chicago Eagle del 14 settembre 1901.

Nell'ambiente anarchico non era quindi ben visto, a causa delle sue idee troppo estreme. Czolgosz credeva che ci fosse una grande ingiustizia nella società americana, una disuguaglianza che permetteva ai ricchi di arricchirsi sfruttando i poveri. Concluse che la ragione di ciò era la struttura stessa del governo. Apprese quindi di un crimine che gli cambiò la vita: il 29 luglio 1900, il re Umberto I di Savoia era stato ucciso a colpi d'arma da fuoco dall'anarchico Gaetano Bresci. Il regicida disse alla stampa che aveva deciso di prendere in mano la situazione per il bene dell'uomo comune.
Il tenente della polizia di New York, Joseph Petrosino, riteneva che lo stesso gruppo avesse in precedenza preso di mira il presidente William McKinley, ma i suoi avvertimenti furono ignorati.

### Assassinio del presidente McKinley

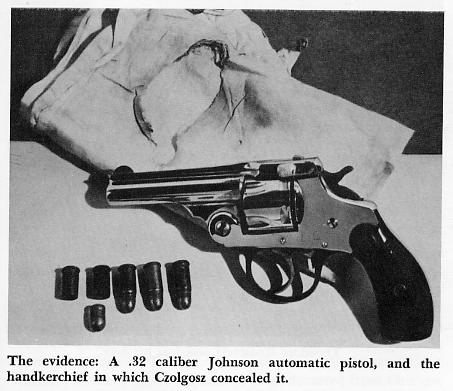
Il fazzoletto, la pistola e i proiettili utilizzati da Czolgosz.

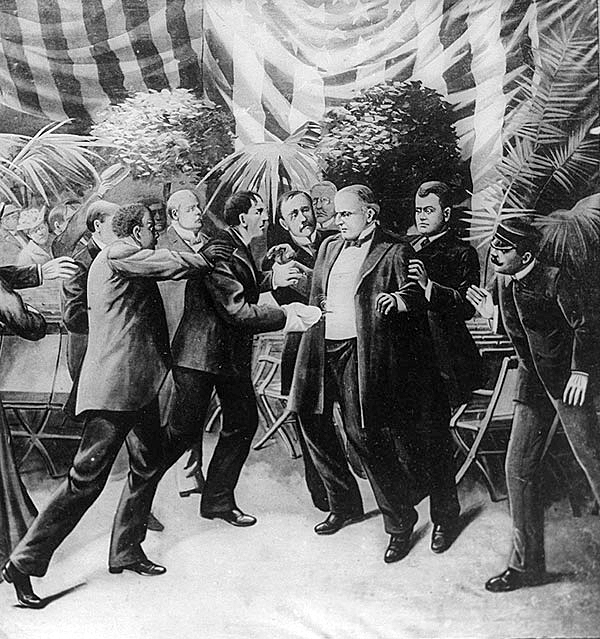
Uno schizzo di Czolgosz che spara al presidente McKinley.

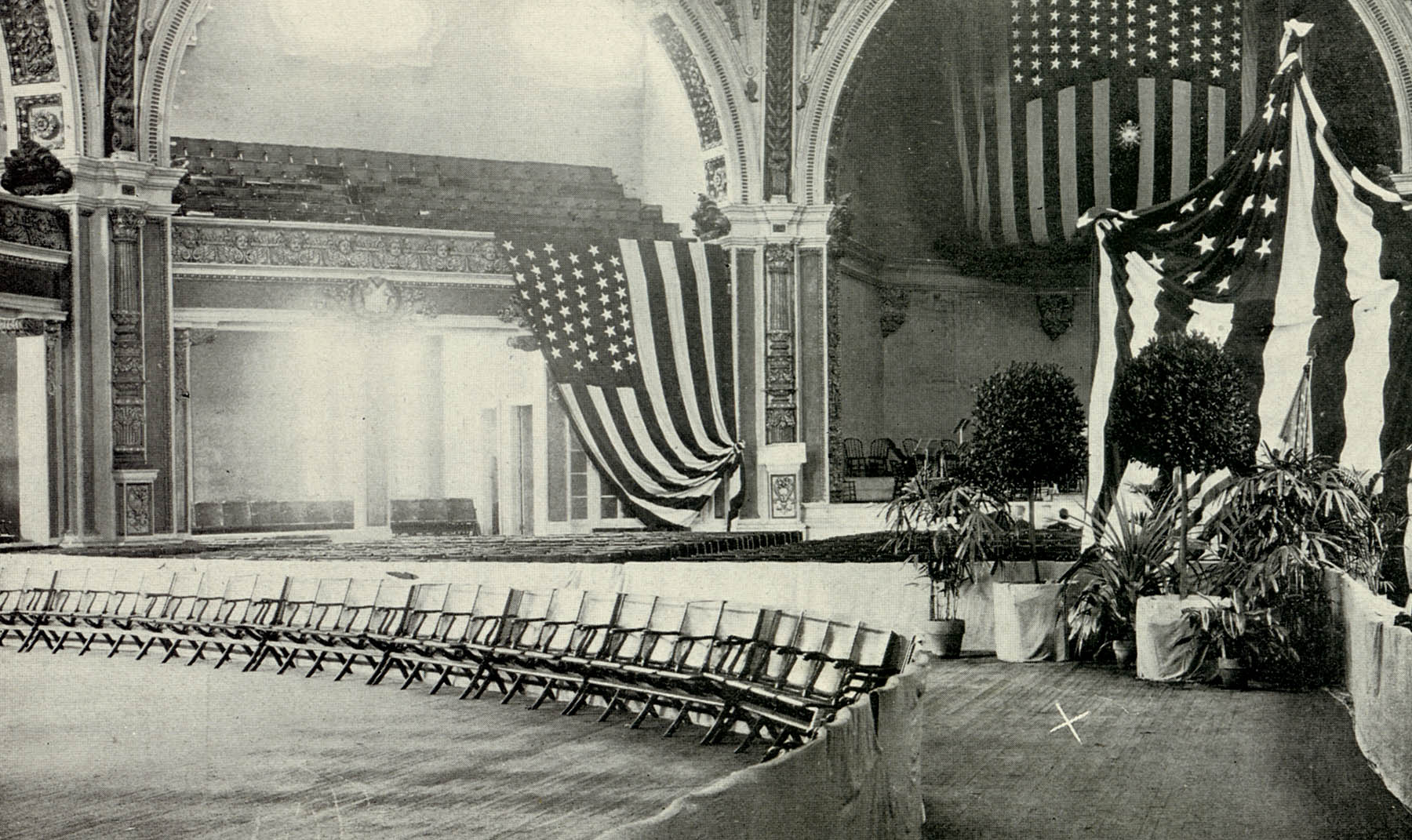
Sito dell'omicidio del presidente McKinley contrassegnato da una "x" in basso a destra.

Il 31 agosto 1901 Czolgosz si recò a Buffalo, New York, sede dell'Esposizione Pan-Americana, dove affittò una camera all'Hotel Nowak al 1078 di Broadway.
Il 6 settembre si recò alla mostra armato con una rivoltella Iver Johnson calibro 8 mm "di sicurezza automatica" (di serie # 463 344) che aveva acquistato quattro giorni prima per 4,50 dollari. Si avvicinò al presidente William McKinley, che era rimasto all'interno del Tempio della Musica dove stava salutando il pubblico da dieci minuti. Alle 16:07, Czolgosz raggiunse la prima fila. McKinley allungò la mano. Czolgosz lo schiaffeggiò di lato e sparò due volte all'addome del presidente: il primo proiettile rimbalzò contro un bottone del cappotto e si infilò nella giacca; l'altro lo ferì gravemente allo stomaco. Il presidente McKinley morì otto giorni dopo, il 14 settembre, per un'infezione prodotta da quella ferita.
I membri della folla attaccarono immediatamente Czolgosz, già mentre McKinley cadeva. Il presidente disse: "Andateci piano con lui, ragazzi". La polizia lottò per tenere la folla lontana dall'attentatore. Venne quindi arrestato e rinchiuso in una cella al 346 di Austin Street, finché non fu trasferito nel quartier generale della polizia.

### Processo, esecuzione e sepoltura
Dopo la morte di McKinley, il nuovo presidente Theodore Roosevelt dichiarò: "Se paragonata alla soppressione dell'anarchia, ogni altra richiesta sprofonda nell'insignificanza". Il 13 settembre, il giorno prima che McKinley morisse, Czolgosz venne prelevato dal quartier generale della polizia, che stava subendo riparazioni, e trasferito nel penitenziario femminile della contea di Erie. Il 16 settembre venne portato nella prigione della stessa contea prima di essere accusato davanti al giudice distrettuale Emery. Dopo l'incriminazione, Czolgosz fu trasferito nella prigione di Auburn.
Il 16 settembre il grand jury incriminò Czolgosz per omicidio di primo grado. Durante la sua carcerazione, Czolgosz parlava liberamente con le sue guardie, ma rifiutò ogni interazione con Robert C. Titus e Loran L. Lewis, i suoi difensori, e con lo psichiatra inviato per testare la sua sanità mentale.
L'accusa venne presentata dal procuratore distrettuale della contea di Erie Thomas Penney e dal suo assistente Frederick Haller, la cui esibizione venne descritta come "impeccabile" in una relazione sul processo del dottor McDonald. Sebbene Czolgosz si fosse dichiarato "colpevole", l'avvocato Truman C. White annullò la dichiarazione e presentò una richiesta di "non colpevolezza" a suo nome.
Nei nove giorni che intercorsero tra la morte di McKinley e l'inizio del processo Czolgosz, gli avvocati dell'imputato non furono in grado di preparare una difesa perché l'imputato rifiutava di parlare con loro. Di conseguenza, Loran L. Lewis sostenne al processo che Czolgosz non poteva essere giudicato colpevole per l'omicidio del presidente perché all'epoca era pazzo. Questa difesa era simile a quella utilizzata al processo contro l'avvocato Charles J. Guiteau che nel 1881 aveva assassinato il presidente James A. Garfield.
Il 23 e il 24 settembre, l'accusa chiamò a testimoniare i medici che avevano tentato di curare McKinley e vari testimoni oculari della sparatoria. Lewis non chiamò nessun testimone per la difesa. Lo stesso Czolgosz rifiutò di testimoniare per la propria difesa. Nella sua dichiarazione alla giuria, Lewis citò il rifiuto di Czolgosz di parlare con i suoi avvocati o di cooperare con loro, ammise la colpevolezza del suo cliente e affermò che "l'unica questione che può essere discussa o presa in considerazione era se l'atto fosse stato compiuto da una persona sana di mente. In caso affermativo l'imputato era colpevole di omicidio. Nel caso invece di un gesto insano Czolgosz avrebbe dovuto essere assolto da tale accusa ed essere confinato in un manicomio".

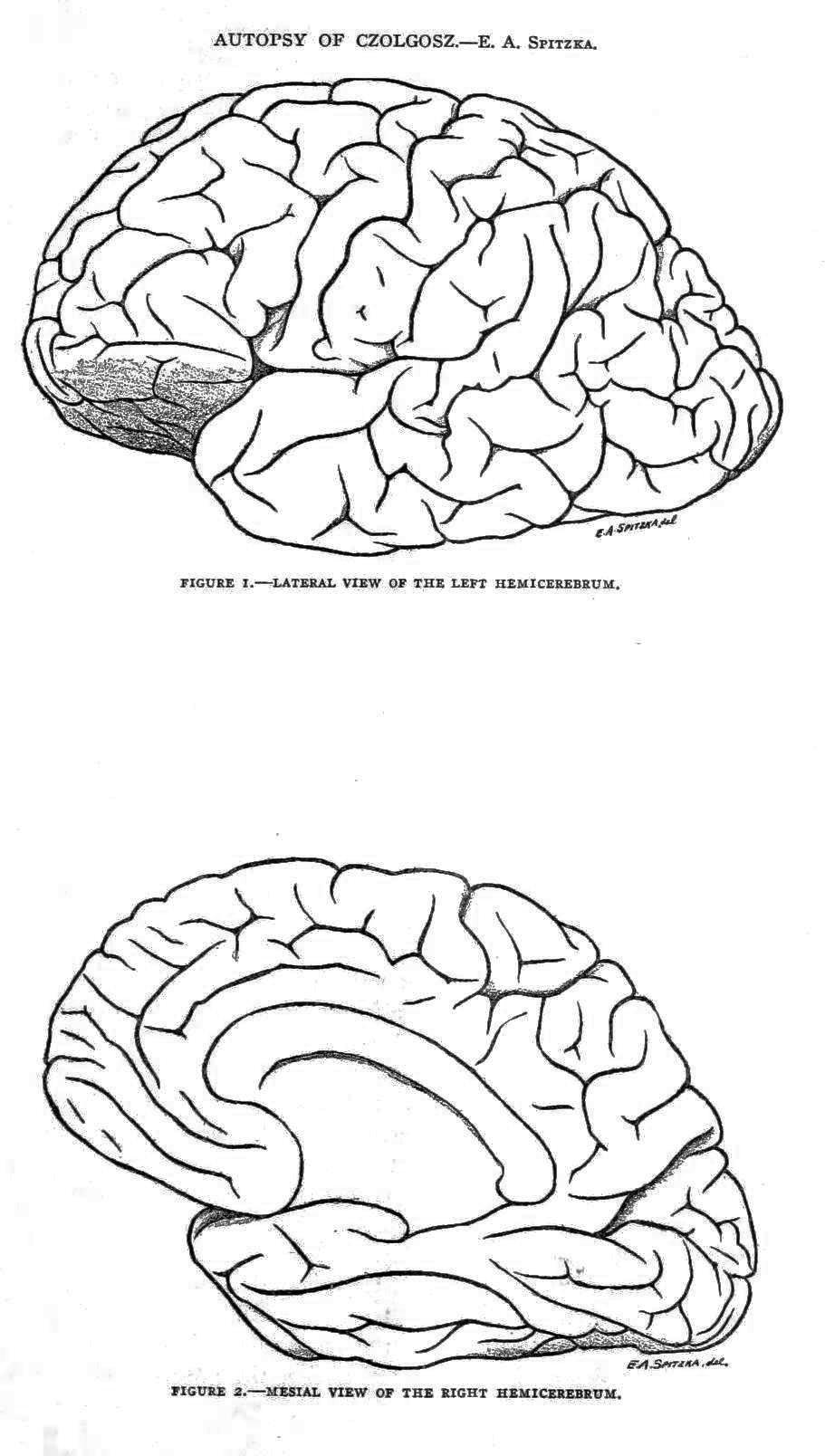
Autopsia del cervello di Leon Czolgosz.

Persino la giuria credeva alla tesi della difesa, che cioè Czolgosz fosse pazzo al momento dei fatti, sostenendo che nessun uomo sano di mente avrebbe sparato e ucciso il presidente in maniera così pubblica e sfrontata, sapendo che sarebbe stato immediatamente catturato. Questo però non bastò per soddisfare la definizione legale di follia. Secondo la legge dello Stato di New York, Czolgosz avrebbe dovuto essere considerato legalmente pazzo solo se non fosse stato in grado di capire cosa stesse facendo. Su richiesta di Thomas Penney, White chiuse il processo con istruzioni alla giuria che sosteneva l'argomentazione dell'accusa secondo cui Czolgosz non era pazzo e si rendeva perfettamente conto delle conseguenze del suo gesto. Non si poté assolvere Czolgosz sulla base dell'insanità di mente, poiché la difesa non aveva offerto alcuna prova del fatto che egli non potesse capire la gravità del crimine progettato e compiuto.
Il 24 settembre 1901 la giuria dichiarò Czolgosz colpevole dopo un'ora di camera di consiglio. Il 26 settembre, la giuria votò all'unanimità la pena di morte. Si dice che Czolgosz fosse rimasto in silenzio e non abbia mostrato alcuna emozione per la sua condanna a morte. Quando gli fu chiesto dal giudice White se volesse rilasciare dichiarazioni, Czolgosz scosse la testa per indicare che non ne aveva l'intenzione. Tornato alla prigione di Auburn, Czolgosz chiese al direttore se questo significava che sarebbe stato trasferito a Sing Sing per essere giustiziato e sembrò sorpreso di apprendere che Auburn aveva una sua sedia elettrica.
Il 29 ottobre 1901 venne giustiziato mediante sedia elettrica. Le sue ultime parole furono: "Ho ucciso il presidente perché era il nemico della brava gente, i buoni lavoratori. Non mi dispiaccio per il mio crimine, mi dispiaccio di non aver visto mio padre". Czolgosz fu ucciso con tre scosse di 1700 volt ciascuna. Venne dichiarato morto alle 7:14. L'esecuzione venne ricostruita in un film di Thomas Alva Edison.
Il fratello di Leon Czolgosz, Waldek, e suo cognato, Frank Bandowski, erano presenti all'esecuzione. Quando Waldek chiese al direttore che il corpo di suo fratello gli fosse consegnato per la sepoltura venne informato che "non sarebbe mai stato in grado di portarlo via" e che folle di persone lo avrebbero massacrato.
Czolgosz fu sottoposto all'autopsia da John E. Gerin, mentre il suo cervello venne analizzato da Edward Anthony Spitzka. L'autopsia mostrò che i suoi denti erano normali ma in cattive condizioni. Allo stesso modo i genitali esterni erano normali anche se erano presenti cicatrici causate da un'ulcera venerea. L'autopsia dimostrò anche che il defunto era in buona salute. Gli venne fatta una maschera mortuaria. Le autorità carcerarie avevano pianificato di cospargere il corpo con calce viva per accelerarne la decomposizione. Venne però deciso diversamente dopo aver provato l'inefficacia della calce su un campione di carne. Versarono dell'acido solforico nella bara di Czolgosz in modo che il suo corpo fosse completamente distrutto. Il direttore stimò che l'acido avrebbe causato la disintegrazione del corpo entro dodici ore. I suoi vestiti e le sue proprietà furono incenerite per scoraggiare l'apertura di mostre sulla sua vita. I resti di Leon Czolgosz si trovano nel Soule Cemetery di Sennett, New York.

### Eredità
Emma Goldman venne arrestata con l'accusa di essere coinvolta nell'assassinio ma fu poi rilasciata per mancanza di prove. In seguito, generò una grande pubblicità negativa quando pubblicò "The Tragedy at Buffalo". Nell'articolo paragonò Czolgosz a Marco Giunio Bruto, uno degli assassini di Gaio Giulio Cesare, e definì William McKinley "il presidente dei re dei soldi e dei magnati". Altri anarchici e radicali non erano disposti a sostenere lo sforzo di Goldman di aiutare Czolgosz, poiché lo accusarono di aver danneggiato il movimento.
Il Tempio della musica, luogo del crimine, fu demolito nel novembre del 1901, insieme con il resto dei siti dell'Esposizione. Una lapide sulla mediana di Fordham Drive, una strada residenziale di Buffalo, segna il punto approssimativo dove avvenne la sparatoria. Il revolver di Czolgosz è esposto nella mostra Pan American Exposition al Buffalo History Museum di Buffalo.
Lloyd Vernon Briggs, che in seguito divenne direttore del Dipartimento per l'igiene mentale del Massachusetts, esaminò il caso Czolgosz nel 1901 a nome del dottor Walter Channing.

## Nella cultura di massa
Il personaggio di Leon Czolgosz è uno dei protagonisti del musical Assassins di Stephen Sondheim.